# 安乐县 (唐朝)
安乐县，中国古县名。
唐朝武德五年（622年），置县，属舒州。不久即废，在今安徽省安庆市境。